# Cataclysta melanolitha
Cataclysta melanolitha is een vlinder uit de familie van de grasmotten (Crambidae). De wetenschappelijke naam van de soort is voor het eerst gepubliceerd in 1908 door de Australische dokter en amateur-entomoloog Alfred Jefferis Turner (1861–1947). Het type werd aangetroffen in Eumundi nabij Nambour aan de oostkust van Queensland in Australië. Het epitheton melanolitha betekent "met zwarte (edel)stenen".
De soort komt voor in Australië, Queensland, Stradbroke Island.